# Mortonia diffusa
Mortonia diffusa là một loài thực vật có hoa trong họ Dây gối. Loài này được Rose & Standl. mô tả khoa học đầu tiên năm 1923.